# Jung Hye-in

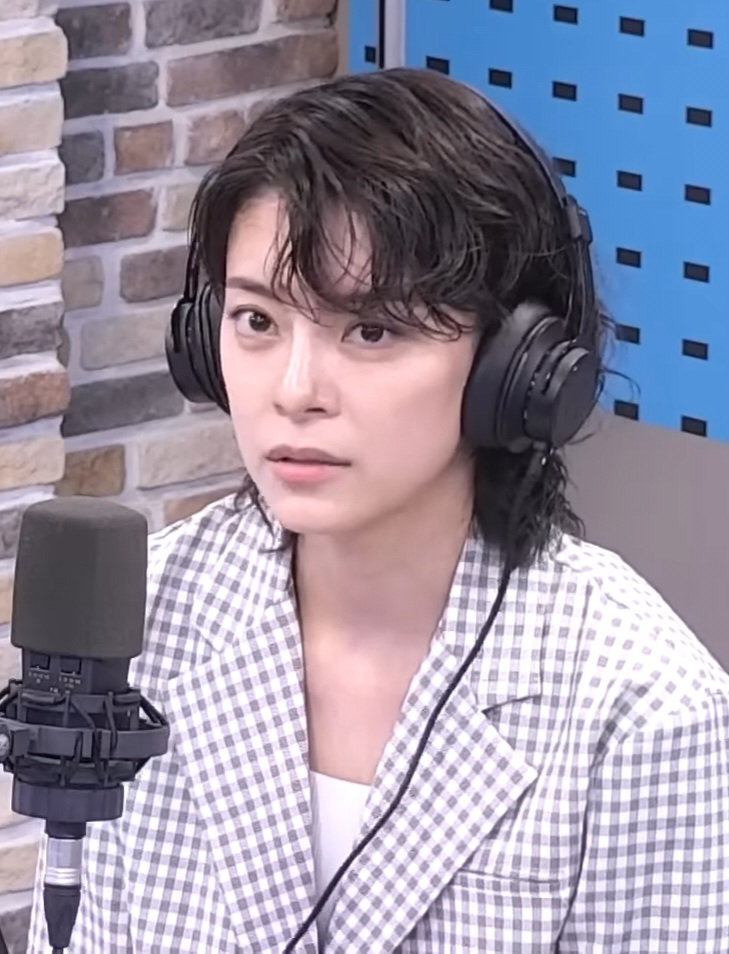
Jung Hye-in, 2023

Jung Hye-in (* 20. September 1990 in Südkorea) ist eine südkoreanische Schauspielerin. Bekannt wurde sie in Doctor Stranger, Healer, Jugglers, Graceful Family und Sisyphus: The Myth.

## Leben und Karriere
Jung wurde am 20. September 1990 in Südkorea geboren. Ihr Debüt gab sie 2009 in dem Film A Blood Pledge. Danach spielte sie in Futureless Things mit. 2018 bekam sie eine Rolle in  Love to the End. Im selben Jahr wurde sie für die Serie Secret gecastet. Jung trat 2020 in der Serie Rugal auf. Unter anderem war Jung 2021 in der Serie Sisyphus: The Myth zu sehen. 2022 wurde sie für die Serie DMZ Daeseong-dong gecastet.

## Filmografie (Auswahl)
Filme
- 2009: A Blood Pledge
- 2014: Futureless Things
- 2018: Secret
- 2021: Lady Gambler
- 2022: Hidden

Serien
- 2014: Doctor Stranger
- 2014–2015: Healer
- 2015: Save the Family
- 2017: Jugglers
- 2018: Love to the End
- 2019: Graceful Family
- 2020: Rugal
- 2021: Sisyphus: The Myth
- 2022: DMZ Daeseong-dong

## Auszeichnungen

### Nominiert
- 2018: KBS Drama Awards in der Kategorie „Beste Schauspielerin“[5]